# Hôtel Menen
L'hôtel Menen, hôtel Meneñ ou hôtel Meneng est le plus grand hôtel de la République de Nauru et l'un des deux seuls hôtels de cet État insulaire océanien avec l'auberge de jeunesse OD-N-Aiwo. Ainsi, bien que Nauru ne soit pas une importante destination touristique, l'hôtel Menen offre à ses clients de nombreux services et activités.

## Géographie

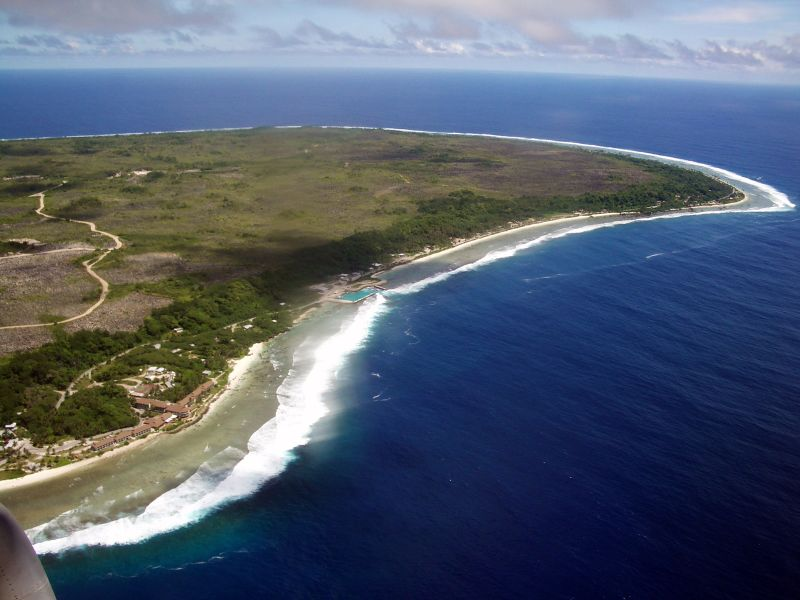
Vue aérienne de Nauru, avec l'hôtel Menen en bas à gauche de l'image sur le littoral de la baie d'Anibare.

L'hôtel Menen est situé à Nauru, à la pointe Sud-Est de l'île, le cap Menen, à l'extrémité méridionale de la baie d'Anibare. Administrativement, il se trouve dans le district de Meneng. Il est desservi par la Island Ring Road, la principale artère routière de Nauru et la seule route faisant le tour de l'île, et est relié à l'aéroport international de Nauru en une quinzaine de minutes.
Il est entouré d'une végétation tropicale principalement composée de palmiers, de pandanus, de frangipaniers et de takamakas et il borde deux plages de sable corallien, l'une vers le sud-ouest et l'autre au nord, la plage d'Anibare au fond de la baie du même nom.

## Caractéristiques
L'hôtel comporte 119 chambres réparties en plusieurs bâtiments alignés le long d'une plage de sable corallien, face à l'océan Pacifique. Il dispose aussi d'une piscine, de courts de tennis et d'un golf de neuf trous tandis que ses services regroupent une blanchisserie, un service de navette avec l'aéroport, de la location de voitures, une boutique, un salon de coiffure et deux restaurants, l'un à cuisine internationale, l'autre asiatique.
La majorité des touristes de Nauru, les membres de la Republic of Nauru Phosphate Corporation et des Australiens chargés de la bonne marche des camps de réfugiés installés à Nauru à la suite de la mise en place de la solution du Pacifique logent à l'hôtel Menen. Il peut aussi accueillir jusqu'à 200 personnes dans le cadre de conférences comme celles organisées par la Republic of Nauru Phosphate Corporation et lors du festival national de danse traditionnelle.

## Histoire
L'hôtel date de 1969 et a été construit d'après un projet du bureau d'architecte australien Nelson Architects. Il a été rénové et agrandi à l'occasion du 24e Forum des îles du Pacifique qui s'est tenu en 1993 à Nauru.
Propriété d'État depuis sa construction, il est dirigé par Roland Kun, fils de l'ancien président Ruben Kun et actuel ministre des Pêches et ministre de l'Éducation.